# Aprilbeweging
De Aprilbeweging van 1853 was het protestantse en conservatieve protest tegen het herstel van de bisschoppelijke hiërarchie in Nederland door paus Pius IX. Met dit herstel wordt feitelijk bedoeld het opnieuw oprichten van de Nederlandse rooms-katholieke kerkprovincie met vijf bisdommen, met elk aan het hoofd een bisschop. De beweging richtte zich tevens tegen het kabinet-Thorbecke I, dat de Rooms-Katholieke Kerk geen strobreed in de weg legde, op grond van de scheiding van kerk en staat en de vrijheid van godsdienst. Dat het Thorbecke, als gevolg van de Grondwet van 1848, eenvoudig ook onmogelijk was om aan dit herstel een halt toe te roepen, zo hij dat al gewild had, ontging veel van de critici, onder meer omdat iedereen in Nederland zich die grondwet nog eigen moest maken.
De kern van de beweging moet gezocht worden in Utrecht, waar paus Pius het hoofd van de Nederlandse Kerkprovincie had gedacht. Protestants Utrecht - dat sinds 1559 een bolwerk van de reformatie was - voelde zich beledigd door het pauselijke voornemen juist in die stad een aartsbisschop te vestigen. Op 21 maart 1853 nam de Utrechtse kerkeraad het besluit om een adres te richten aan koning Willem III met het verzoek te voorkomen "dat iemand titel, rang of waardigheid van bisschop van eenig gedeelte onzes Vaderlands, door een vreemden vorst (bedoeld is: de paus) verleend" zou aanvaarden. In een artikel, gepubliceerd in de Provinciale Utrechtsche Courant van 27 maart 1853, ging de Utrechtse hoogleraar George Willem Vreede zelfs zo ver te veronderstellen dat bezuinigingen op het Hoger Onderwijs, zoals in uitvoering was genomen door Thorbecke, geen enkel ander doel dienden dan "eene weelderige inrichting" van de Katholieke Kerk te kunnen bekostigen. Het herstel van de bisschoppelijke hiërarchie zou, zo betoogde Vreede, de "koning tot slaaf (...) maken van de paus, meer zelfs dan Philips II, de moordenaar van Willem de Zwijger, ooit heeft willen zijn". Hoewel deze uiting van Vreede later wel geduid is als een poging om, met de verontwaardiging van het protestantse volksdeel als hefboom, het door hem gehate liberale kabinet Thorbecke te wippen, zijn de uitingen een voorbeeld van het sentiment dat de pauselijke voornemens binnen protestants Nederland teweeggebracht hadden.
Het protest was een uiting van anti-roomse gevoelens van orthodox-protestanten die meenden dat Nederland een calvinistisch land moest blijven. Een weinig tactvolle pauselijke bul van Pius IX, waarin het Calvinisme, als ketterij werd benoemd, had de gemoederen van protestants Nederland extra opgezweept. De orthodoxe protestanten deden daarbij een beroep op de Koning om zich tegen het herstel van de bisschoppelijke hiërarchie te verzetten. Bernard ter Haar, voorzitter der Algemene Protestanten Commissie, bood het protestadres, ondertekend door meer dan 50.000 landgenoten, op 15 april 1853 in Amsterdam aan aan koning Willem III. De koning stond sympathiek tegenover de Aprilbeweging en weigerde het adres te beantwoorden met een afwijzende reactie die door de regering was gedicteerd. Toen hij evenmin bereid was hiervan terug te komen, bood het kabinet-Thorbecke zijn ontslag aan. Het kabinet zag zich hiertoe gedwongen omdat de koning met zijn optreden de Grondwet van 1848 zou hebben geschonden, niet alleen door zijn kennelijke onwil om de scheiding van kerk en staat te onderkennen, maar vooral omdat het, volgens die grondwet, als onconstitutioneel moest worden beschouwd, wanneer de Koning zich tegen het eigen regeringsbeleid keerde. De grondwettelijkheid van het handelen van de koning staat ter discussie. De koning had namelijk als volgt gereageerd op de petitie van de Aprilbeweging: 
`deze dag heeft den band tusschen het Huis van Oranje en Nederland nog hechter vastgesnoerd en dierbaarder aan (zijn) hart gemaakt.'
De liberale leider Pieter Oud oordeelde een eeuw later dat de koning niet onconstitutioneel had gereageerd. Op 19 april verleende Willem III vier van de zeven ministers het gevraagde ontslag, onder wie Thorbecke. De koning had het ontslag zien aankomen, want op 16 april had Willem al een gesprek gevoerd met baron Van Hall om Thorbecke op te volgen.
Hoewel de protestantse protesten weinig invloed hadden op het herstel van de bisschoppelijke hiërarchie, was een direct gevolg van de Aprilbeweging de invoering van de Wet op de Kerkgenootschappen. Doel van deze wet was de godsdienstige gemoederen in Nederland te bedaren. Onderwijl geldt de constitutionele crisis rond het herstel van de bisschoppelijke hiërarchie als een mijlpaal in de ontwikkeling van het Nederlands constitutioneel koningschap.